# Leucania pumilio
Leucania pumilio är en fjärilsart som beskrevs av M.Gaede 1916. Leucania pumilio ingår i släktet Leucania och familjen nattflyn. Inga underarter finns listade i Catalogue of Life.